# Стрельцов, Василий Андреевич
Василий Андреевич Стрельцов (1923—1971) — Герой Советского Союза, советский военный инженер и воспитатель, полковник.

## Биография
Родился в селе Новопетровка ныне Константиновского района Амурской области в семье рабочего прииска Андрея Тимофеевича (1895 — ?), беспартийного, персонального пенсионера и Анисьи Константиновны (1895—1970). Русский. Семья проживала на прииске Соловьёвск Джелтулакского района Амурской области.
В 1939 году окончил 7 классов средней школы на прииске Соловьёвск. В этом же году поступил в Благовещенский водный техникум. 8 ноября 1941 года — на 3 курсе, подал заявление об отправке на фронт добровольцем. Благовещенским РВК Амурской области был направлен на курсы радиотелеграфистов в город Хабаровск.
Участник Великой Отечественной войны. С января 1942 года — в действующей армии. Воевал на Северо-Западном, Воронежском, Степном и 1-м Украинском фронтах. В составе истребительного отряда (163-я стрелковая дивизия, Северо-Западный фронт) десятки раз совершал рейды в тыл врага. За боевые отличия по разгрому двух гарнизонов в тылу врага (январь 1942) был награждён медалью «За отвагу».
В середине 1942 года приобрёл вторую боевую специальность и стал сапёром-разведчиком и помощником заместителя командира роты по политической части 203-го отдельного сапёрного батальона 163-й стрелковой дивизии. В августе 1942 года был легко ранен. Член ВКП(б)/КПСС с декабря 1942 года. С сентября 1943 — командир отделения 230-го отдельного сапёрного батальона 163-й Ромненской стрелковой дивизии, сержант, командовал взводом. За боевые отличия во время Курской битвы был награждён орденом Красной Звезды (30.9.1943).
Особо отличился при форсировании Днепра. Из наградного листа:

«При форсировании р. Днепр южнее г. Киева сержант Стрельцов проявил исключительное мужество и геройство, одним из первых переплыл на правый берег Днепра и протянул трос для хождения парома, тем самым создал возможность быстрее переправиться нашим частям.
В группе 3 человека на рыбачьих лодках под сильным артиллерийским огнём и бомбардировкой с воздуха перевёз на правый берег Днепра два батальона пехоты с их вооружением и боеприпасами. В период форсирования р. Днепр сев. г. Киев тов. Стрельцов трое суток курсировал на пароме. Невзирая на артобстрел в момент, когда в очередном рейсе попаданием снаряда был повреждён паром, и парому грозило затопление, сержант Стрельцов хладнокровно организовал команду для отлива воды и благополучно довёл паром до берега».

За геройский подвиг, проявленный при форсировании реки Днепр, и прочное закрепление плацдарма на западном берегу реки Днепр Указом Президиума ВС СССР от 29 октября 1943 года сержанту Василию Андреевичу Стрельцову было присвоено звание Героя Советского Союза с вручением ордена Ленина и медали «Золотая Звезда» (№ 2771).
За боевые отличия в районе города Фастов вторично награждён орденом Красной Звезды.
В марте 1944 года направлен в инженерное училище в Кострому. Обучался в составе взвода Героев Советского Союза; окончил училище в апреле 1945 года, выпущен младшим лейтенантом. Продолжил службу командиром взвода курсантов в училище.
В 1950 году по приказу Сталина все Герои были направлены на учёбу в академии. В их числе был старший лейтенант В. А. Стрельцов.
С сентября 1950 по март 1956 года обучался в Военно-инженерной академии имени В. В. Куйбышева. Военный инженер, капитан.
После окончания учёбы был направлен для прохождения службы в Группу советских войск в Германии. Начальник штаба батальона. Майор (1958). Командир батальона. Подполковник (1962).
В 1963 году направлен в Прибалтийский военный округ на должность начальника штаба 46-го понтонно-мостового полка (в/ч 68433, п. Городково).
Январь 1965 года — заместитель командира 46-го помп.
Апрель 1966 года — командир 46-го помп, полковник. За достигнутые успехи в боевой и политической подготовке, произведённые работы по строительству и восстановлению мостов на территории Прибалтийского ВО награждён орденом Красного Знамени (1968).
С августа 1968 года — начальник военной кафедры Каунасского политехнического института (Литовская ССР).
Умер на службе. Похоронен на военном кладбище в Каунасе.

### Семья
- Жена — Тамара Пименовна (род. 1923) — член КПСС с 1944 года.
- Дети — Татьяна (1947); Андрей (1956) — суворовец, полковник запаса, пенсионер ВС РФ, два сына продолжили путь по стезе деда и отца — суворовцы, офицеры.

Братья:
- Андрей (1915 — 1941) — участник Великой Отечественной войны, погиб в первые дни войны под Брестом.
- Анатолий — жил в городе Калинин (Тверь).

Сестра:
- Татьяна — жила в городе Благовещенске.

## Награды
- Медаль «Золотая Звезда»;
- орден Ленина;
- орден Красного Знамени;
- два ордена Красной Звезды;
- медали, в том числе:
  - две медали «За отвагу»;
  - две медали «За боевые заслуги».

## Память
- На школе, где учился и в которой в годы Великой Отечественной войны размещался военный госпиталь, установлена мемориальная доска.
- В посёлке Ясное Славского района Калининградской области Герою установлен памятный знак и его именем названа улица.